# 東港東福殿城隍廟
22°27′48″N 120°26′42″E / 22.4633515°N 120.44495°E
東港東福殿城隍廟，當地慣稱「境主公廟」，是位於臺灣屏東縣東港鎮盛漁里的城隍廟，即為東港七角頭之下頭角的廟宇。

## 奉祀神祇
主祀城隍尊神，由鳳山縣城隍廟分靈至東港鎮基已有200年之歷史，廟內尚奉祀有開基城隍金身，是見證鎮基200多年最珍貴的金身。
配祀盧王千歲、盧府二千歲、顏府千歲、朱府千歲、水僊尊王、城隍夫人、陰陽司、速報司、文武判官、謝范將軍、註生娘娘、福德正神、戴將軍、馬將軍、虎爺將軍等神祇。

## 建廟沿革
- 本廟主祀神祇城隍爺，據歷代地方老宿輩之傳，于清嘉慶十九年甲戌間﹙西元1814年﹚，境內一商人，經商於鳳山縣，在一機緣之中自鳳山縣城隍廟（位於現今高雄市鳳山區）乞獲香火，攜返家中朝暮膜拜禱祝，而得靈感，後此城隍爺降乩表示，奉旨鎮基東津，轄領二十四司爺等神，燮理陰陽兩界人丁、功過、賞善、罰惡等之職。於此才恭彫城隍爺小金身乙尊供奉拜祀。

- 1946年間，戰後初期，地方人士諸賢，提議建廟，經城隍爺降乩同意及指示建廟基地之位置，並示該位置系青斗燈穴﹙即今之廟址﹚。於是地方諸賢集資而建 ，城隍廟始完成簡式小廟，蒙玉賜「東福殿」。時聘洪清榮先賢為堂主(編制前)，從此香火鼎盛。角頭之信徒恭稱為「境主公」，稱東福殿為「境主公廟」。

- 因東福殿歷經風雨之洗禮，殿宇庭構斑剝凋腐，故於1962年地方信士黃萬福等發起重建，然經向城隍爺擲筊請示，其以現址為「青斗燈穴」，不宜易地而建。城隍鎮基東津，凡二百年，雖廟殿重建僅五十多年，然無匾額先物可考，但開基時之正身金尊今仍奉祀於廟內。

- 信眾於民國八十三年甲戌年(西元1994年)再恭彫七尺軟身神尊敬祀，並奉城隍爺指示以老山材質彫之。2001年舉辦首次全臺城隍廟聯誼「全國迎城隍在東港」。 1962年廟堂重建竣工，2014年主事者再發起重修廟頂剪黏雕像及購置前右鄰地房舍，興建左室「二十四司殿」右室「刑醫部」與休息招待室。

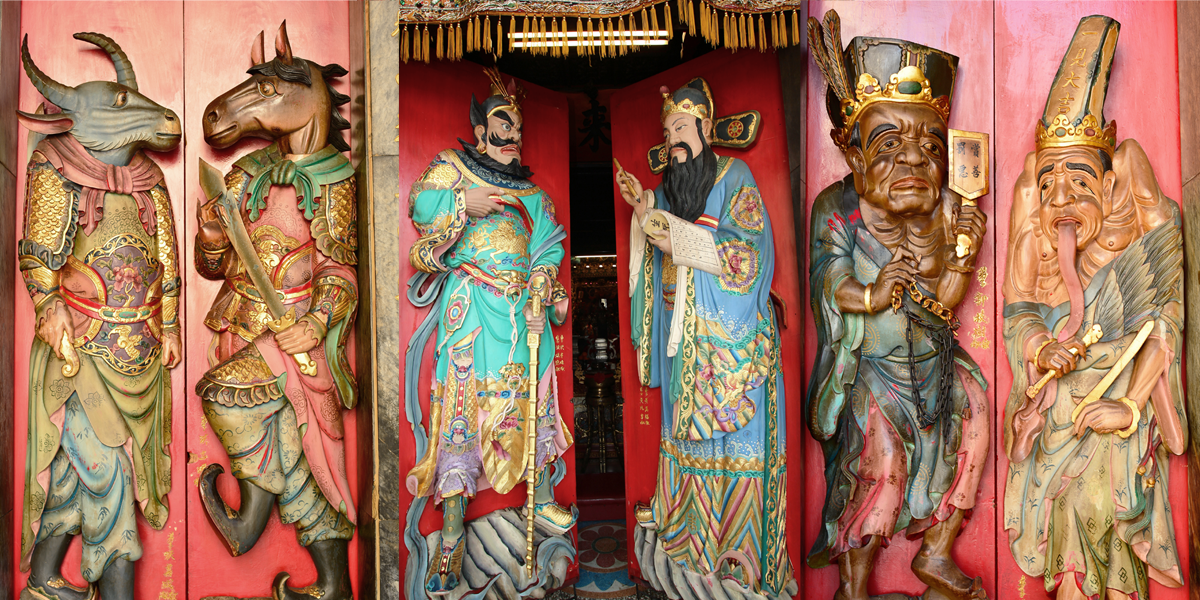
東港城隍廟立體浮雕門神

一般廟宇皆以秦叔寶、豫遲恭為門神，在城隍廟則是分別以文武判官、七爺八爺和牛頭馬面的立體浮雕為門神，極富特色。

## 草人改運

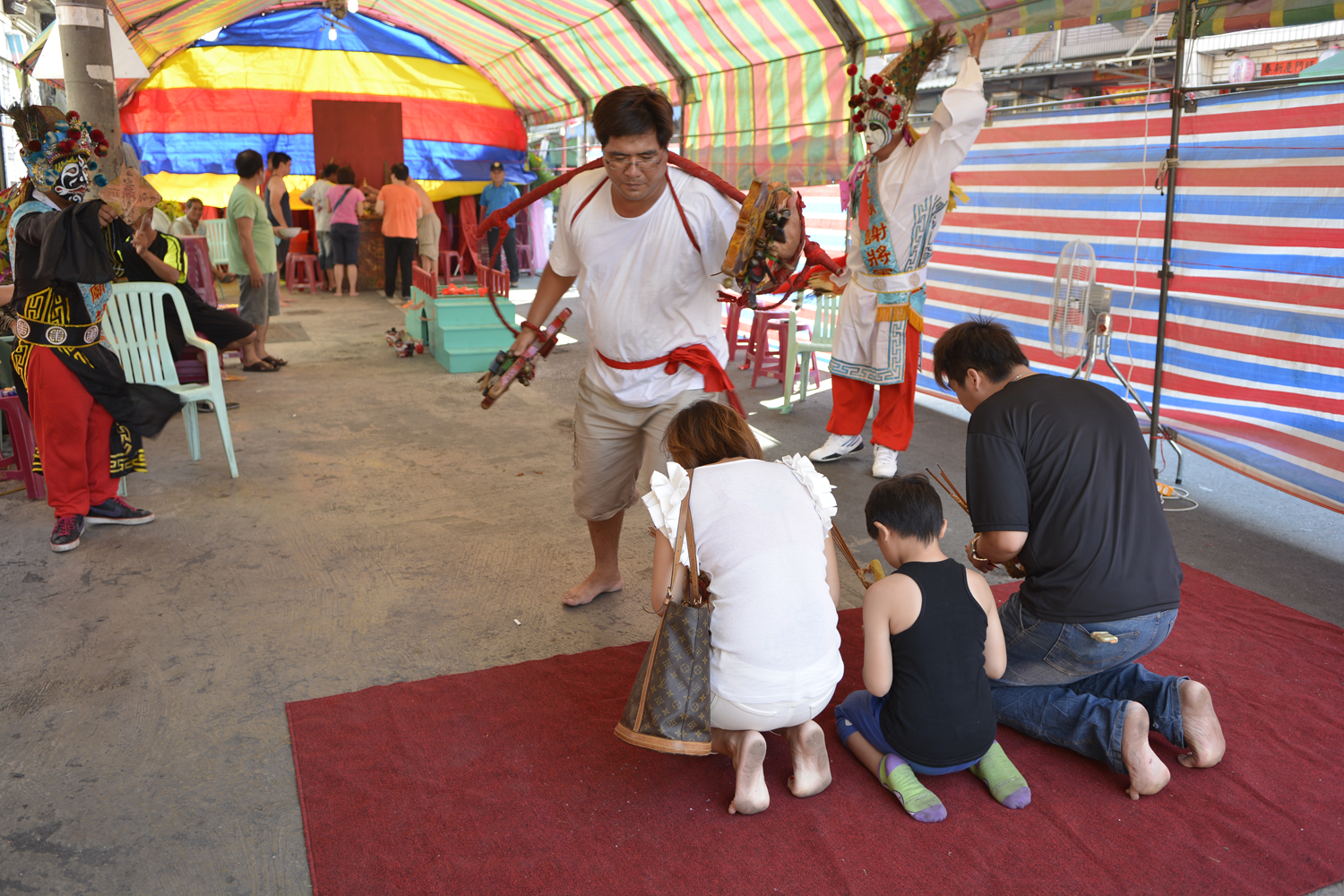
東港城隍廟謝、范將軍持草人改運

1. 草人改運：每年農曆五月十一、十二日，由人員裝扮謝、范將軍，親持草人為信眾改運，並通過七星橋後在身上衣服領口，蓋上城隍尊神金印乙枚及贈送平安符乙座保身。若逢農曆每月三、六、九、十三、十六、十九、廿三、廿六、廿九日可來廟，由專人受理草人改運服務。
2. 冬至草人改運：特在冬至舉辦草人改運年年延續舉辦至今已近60年之傳統儀式，持 謝、范將軍法器併草人，為信眾改運解厄。

## 二十四司
二十四司乃是城隍爺的行政幕僚，協助城隍爺處裡不同的事務各司其職，據傳是依古代官制吏、戶、禮、兵、刑、工六部，而其下又各分為四司，總共是二十四司而來。
東福殿城隍廟於1952年間因參予東港迎王由城隍指示妝扮，成立至今已逾一甲子，每三年一科東港迎王均妝扮繞境，從不間斷代代相承，也是全台灣唯一由人妝扮二十四司的陣團。
東港鳳邑二十四司於2018年10月22日，經屏東縣政府公告登錄為無形文化資產民俗類保存團體。
| （页面存档备份，存于）
二十四司：
功曹司、功過司、刑法司、賞法司、警報司、巡察司、賞善司、罰惡司、監獄司、功考司、陰陽司、速報司、庫官司、感應司、註福司、記功司、見錄司、來錄司、改原司、瘟疫司、事到司、察過司、人丁司、保健司。
（各地二十四司名稱並不統一）。

## 外部連結
- 東港東福殿城隍廟粉絲專頁
- 東港城隍廟 社團
- 東港東福殿城隍廟的Instagram帳戶
- 東港東福殿城隍廟的Threads